# セノオ楽譜

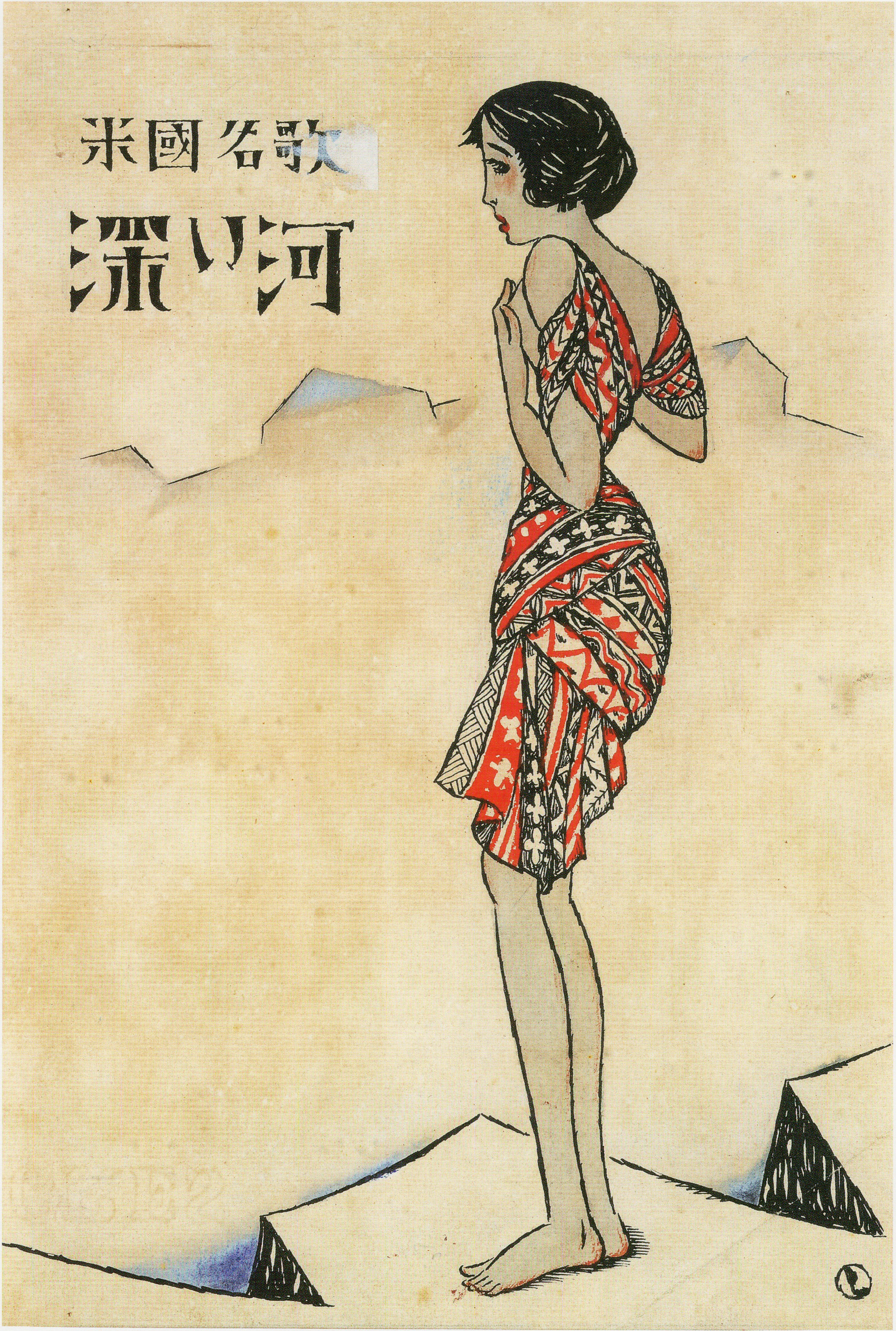
セノオ楽譜『深い河』の原画（竹久夢二・原画）。夢二原画による表紙のセノオ楽譜は数多いが、多くの原画は失われてしまった。現在残されている数少ない夢二原画のうちの1つである。

セノオ楽譜 (セノオがくふ) は、妹尾幸次郎 (せのお こうじろう、1891年 - 1961年、号は幸陽) によって大正期に出版された、一連のピース楽譜。表紙絵には竹久夢二ら有名画家の作品が用いられ、大正時代に一世を風靡したと言われる。

## 概要
東京生まれの妹尾幸次郎は慶應義塾のワグネル・ソサエティーに入会して合唱に加わる一方、在学中に音楽評論家・訳詞家として活動を始め、1911年 (明治44年) 以降に新聞や音楽雑誌で演奏会評やオペラ解説などを発表していた。慶應中退後、時事新報記者を経て、1915年 (大正4年) にセノオ音楽出版社を設立し、楽譜出版を開始した。セノオ楽譜は以降昭和戦前期にかけて、1000点以上が出版された。明治期に日本に導入された西洋音楽は大正期に人々の生活に浸透し、セノオ楽譜は「刷りが乾かないうちに売れて行った」という証言も伝えられている。
セノオ楽譜の人気の秘密は、当時の日本人の音楽趣味をよく捉えた選曲と、斬新なデザインの装幀の美しさにあった。特に夢二の表紙絵は「大正ロマン」の象徴と言われた。
1929年 (昭和4年) 頃を境にセノオ楽譜の勢いは衰えた。ラジオやレコードが広く普及し、ヴァイオリンやマンドリンを弾く素人の数が激減したため、素人音楽家を目標とする楽譜も売れなくなった。その後、太陽音楽出版社と社名を変えて「太陽樂譜」シリーズを出版したが、往時の勢いはなかった。
妹尾は楽譜出版業だけでなく、来日演奏家の紹介、ラジオ放送での洋楽担当など、大正期の音楽界を牽引する活動をした音楽事業家であった。

## 楽譜の種類
セノオ音楽出版社からは、いわゆる「セノオ楽譜」とは別に、「セノオバイオリン楽譜」「セノオ新小唄」「セノオヤマダ楽譜」など何種類かのシリーズで楽譜が出版された。このうち最も出版点数が多いのは「セノオ楽譜」の500点で、次が「セノオバイオリン楽譜」の170点、そのほかは10から50点程度であった。
「セノオ楽譜」は小品が1-2曲収められたピース楽譜で、内容はほとんどが声楽作品であり、器楽は2％ほどであった。声楽のうち歌曲が5割強、オペラの抜粋が2割強、軍歌が1割、後は合唱や民謡などである。作品の作曲者は日本人の他、ドイツ・オーストリア、フランス、イタリア、アメリカ、イギリス、ロシアと広範囲にわたっている。

## 販売方法
新しい印刷技術も得て、セノオ楽譜は20銭から30銭という庶民的な値段で販売された。楽器店のほかに、三越呉服店や白木屋呉服店などの店頭で買うことが出来た。また通信販売も行い、送料2銭で内外地へ販売された。

## 評価
セノオ楽譜は日本の名歌と共に海外の歌曲を斬新な訳詞で数多く紹介し、西洋音楽の大衆化に大きく貢献した。またレコードの広告にセノオ楽譜の番号を書くなど、メディアミックスの先駆けともいえる販売方法も、セノオ楽譜の大きな特徴であった。現在でも多くの古書店でセノオ楽譜が販売されており、国立音楽大学、民音音楽博物館、日本近代音楽館などでセノオ楽譜をテーマにした展覧会が開催されている。2019年10月にはセノオ楽譜を使ったコンサートが、旧東京音楽学校奏楽堂で開催された。同時に旧奏楽堂ではセノオ楽譜の展示も行われた。

## エピソード
- 福島生まれの作曲家古関裕而は、小学生の頃から音楽に親しみ、セノオ楽譜を買うようになった。ハーモニカがはやるとセノオ楽譜をハーモニカ譜になおして吹いた。福島市に来た浅草オペラを見て歌や踊りに魅せられ、「コルネヴィユの鐘」「アルカンタラの医師」「カルメン」などの楽譜を購入した[19]。

- 1000種類を超えるセノオ楽譜のうち、51点が山田耕筰の作曲または編曲によるもので最も多い[20][21]。また、竹久夢二は表紙画は270点以上、作詞も24曲提供している[22]。

## ギャラリー

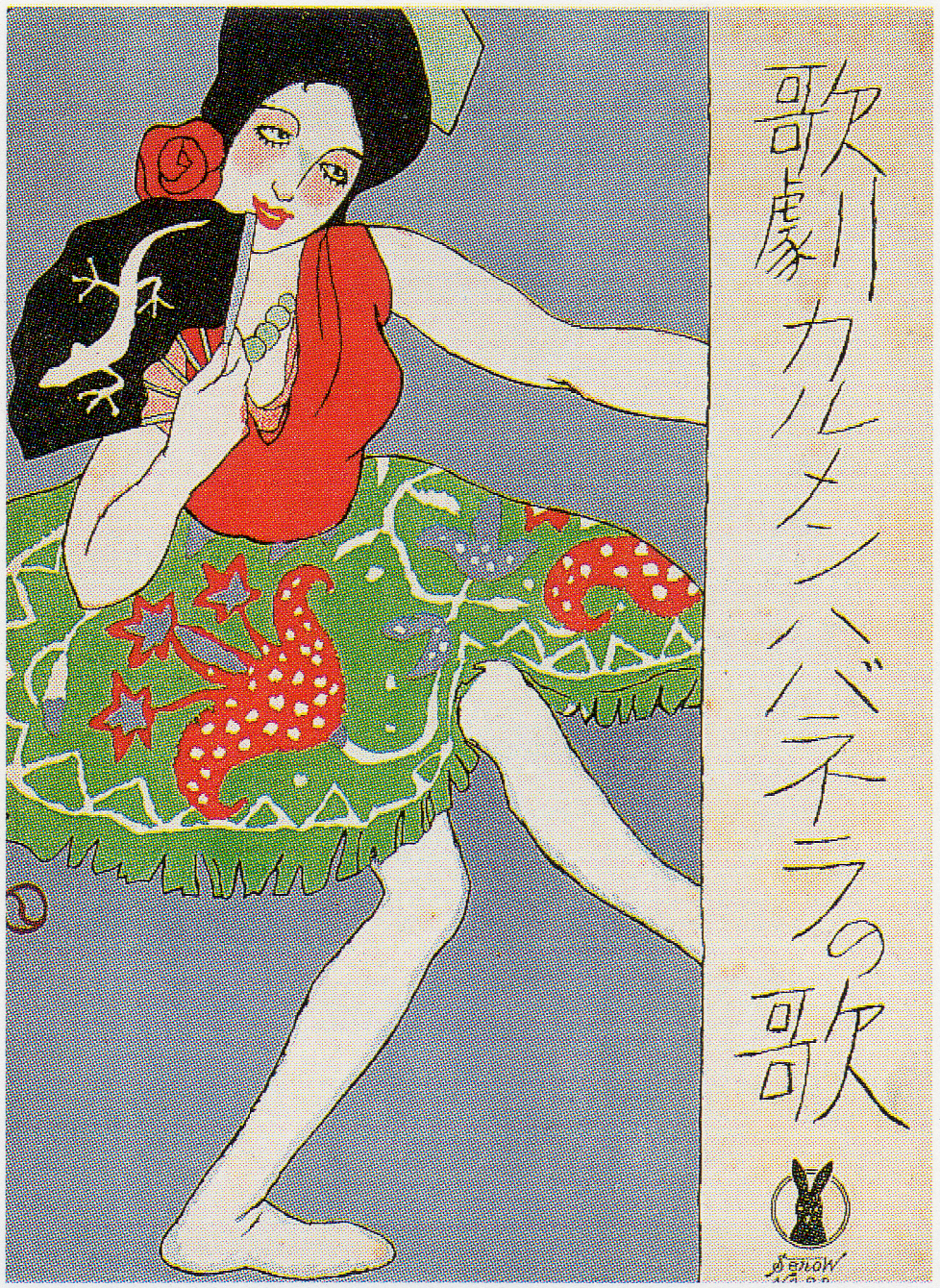
歌劇カルメンハバネラの歌 (竹久夢二原画)
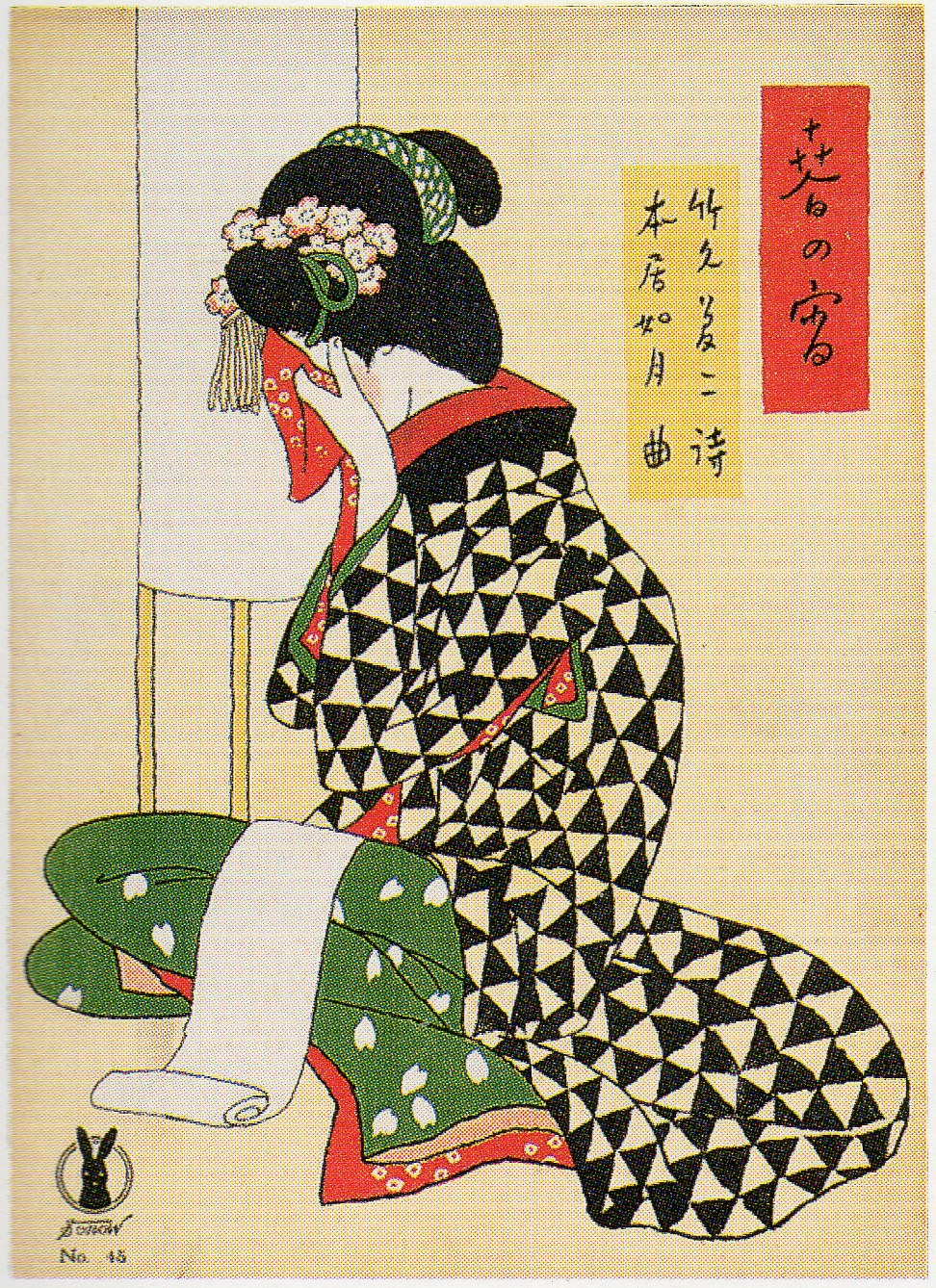
春の宵 (竹久夢二作詞・原画)
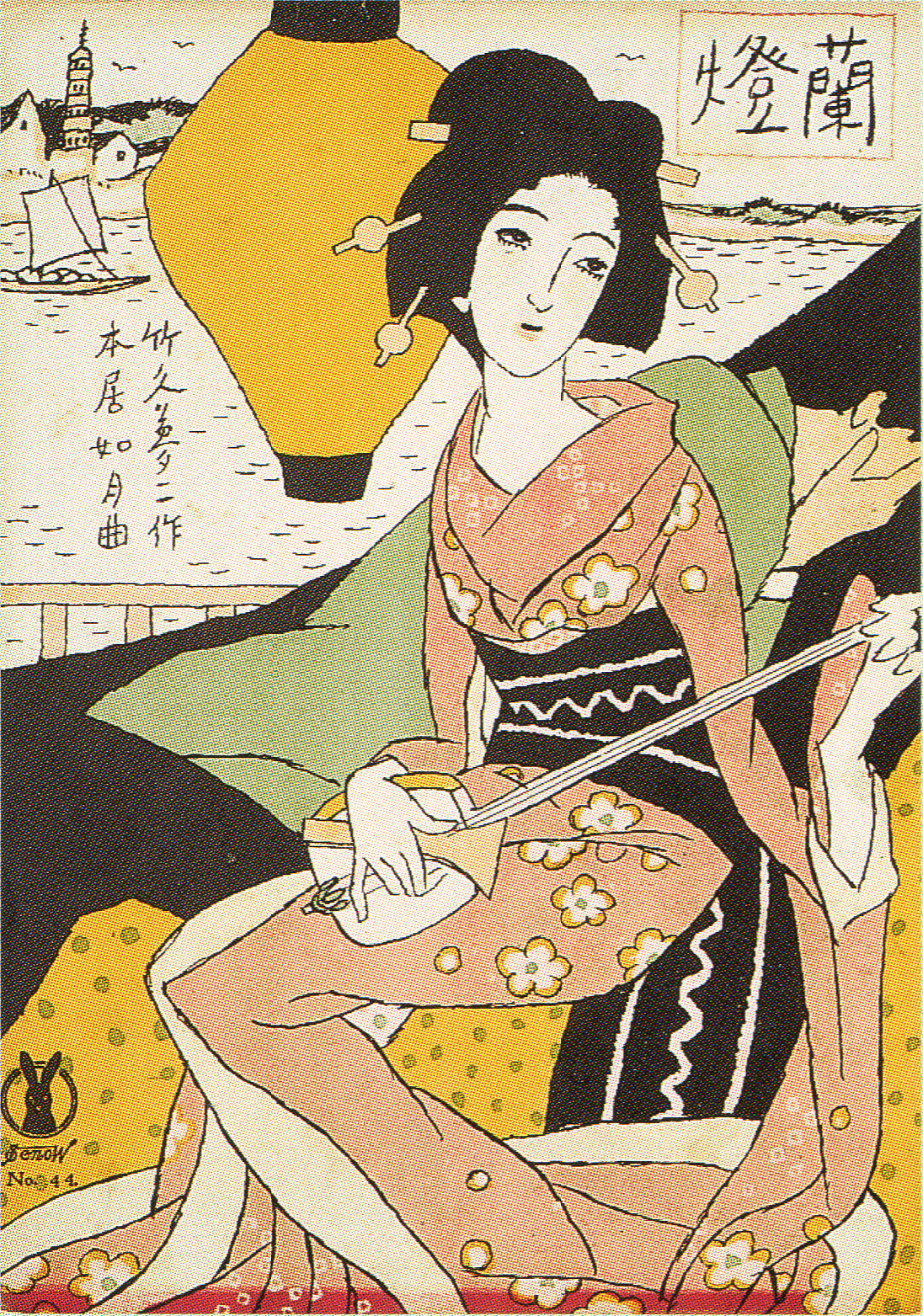
蘭燈 (竹久夢二作詞・原画)
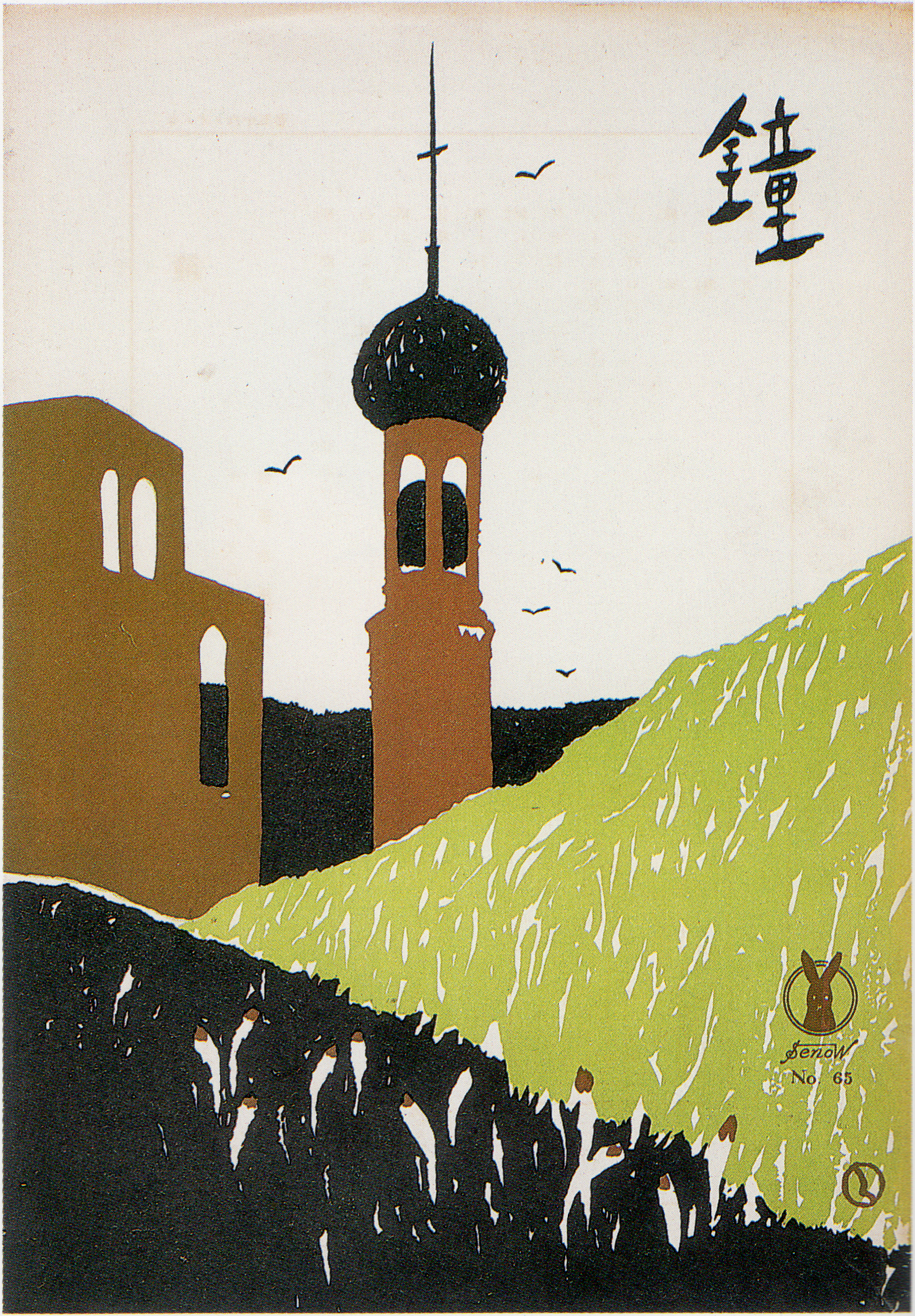
鐘 (竹久夢二原画)
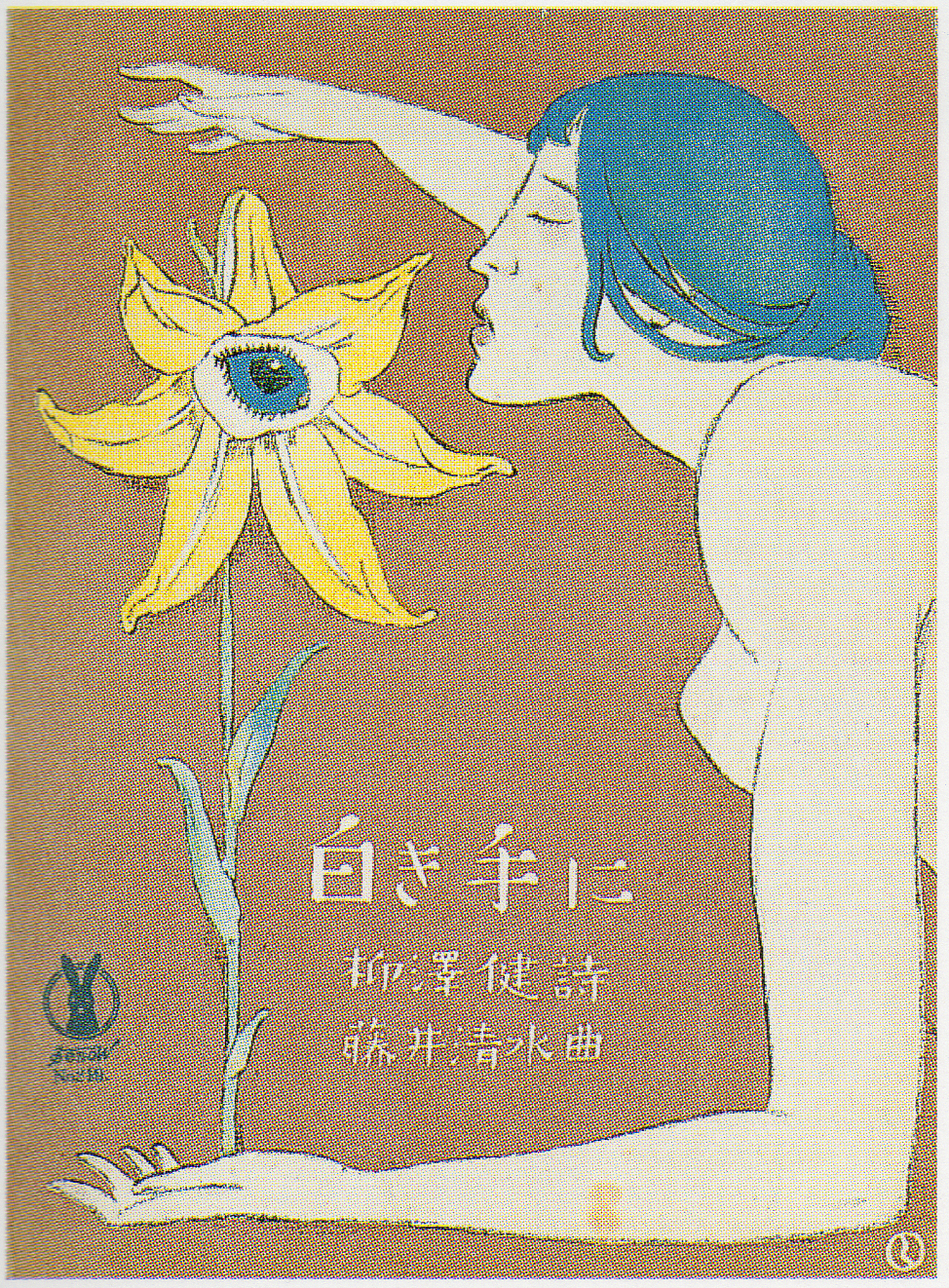
白き手に (竹久夢二原画)
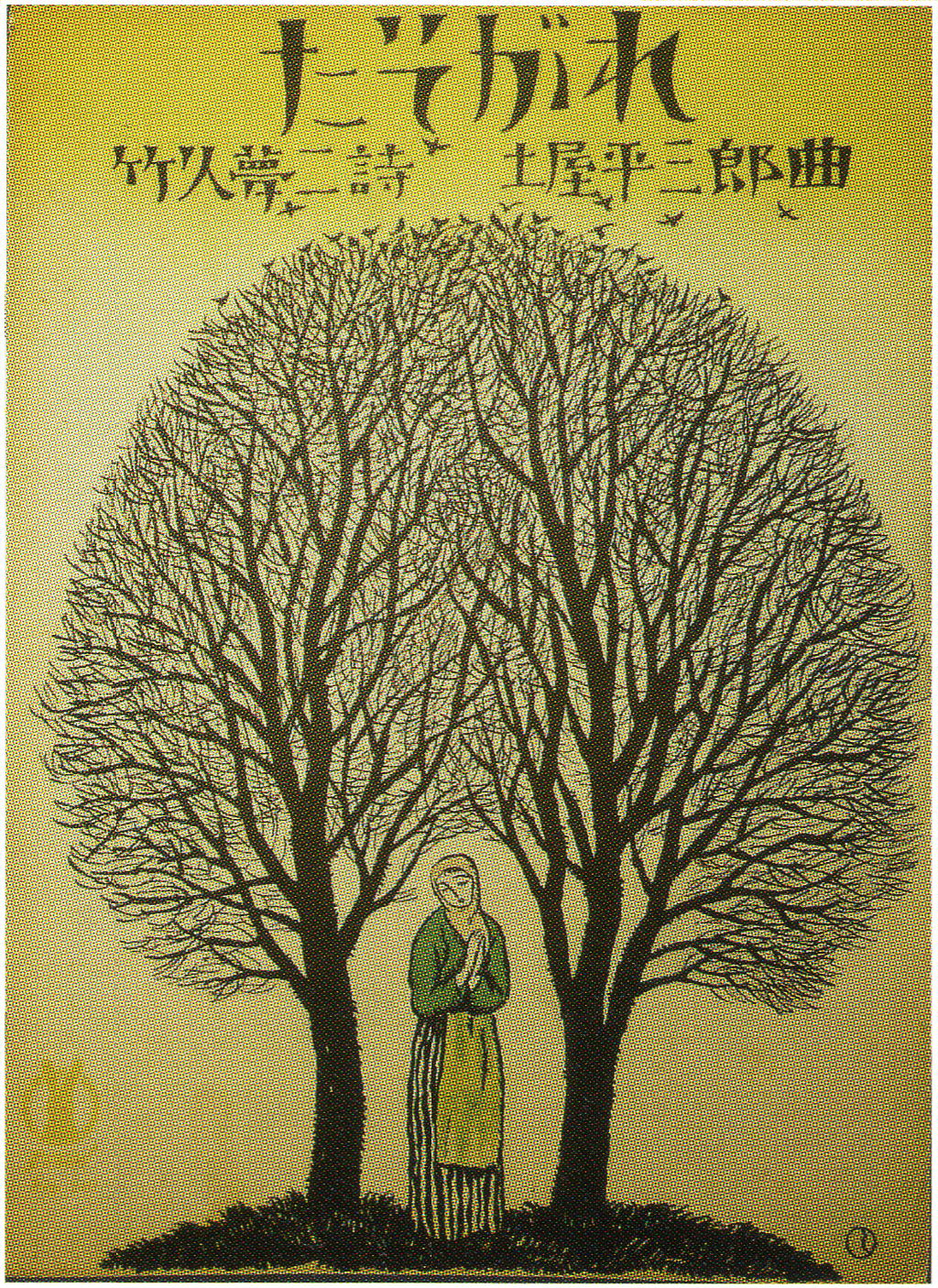
たそがれ (竹久夢二作詞・原画)
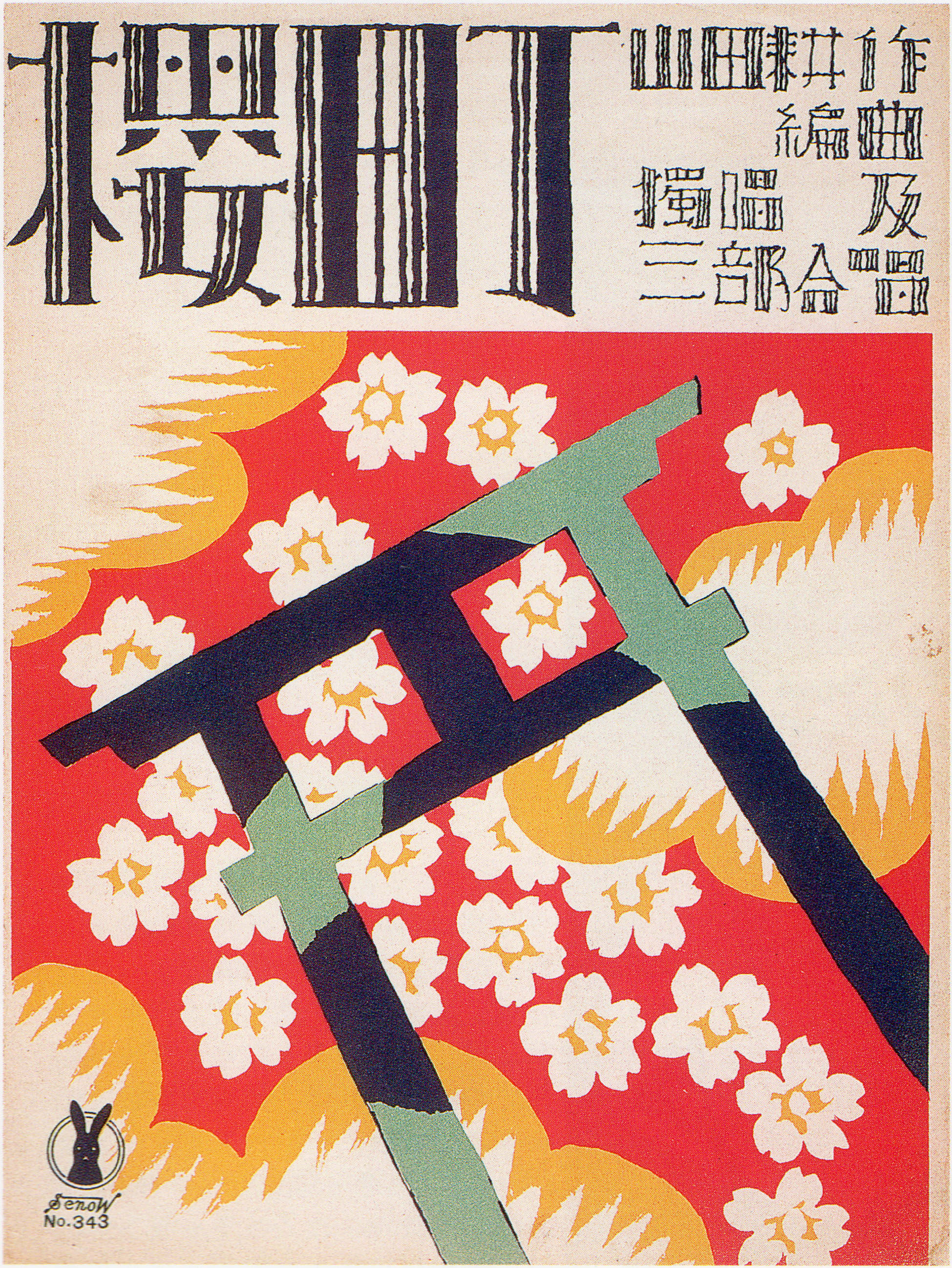
櫻町 (竹久夢二原画)
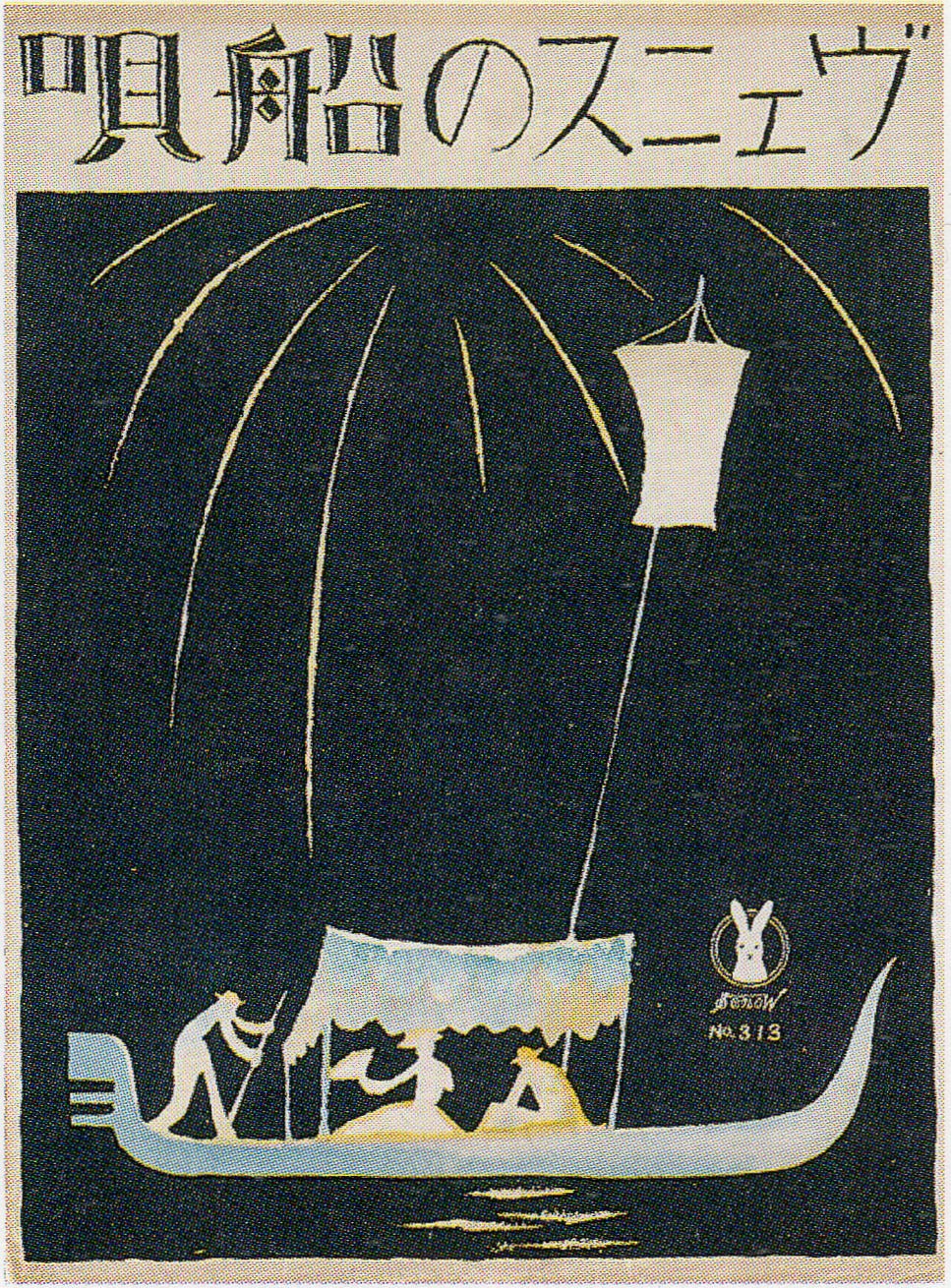
ヴェニスの船唄 (竹久夢二原画)
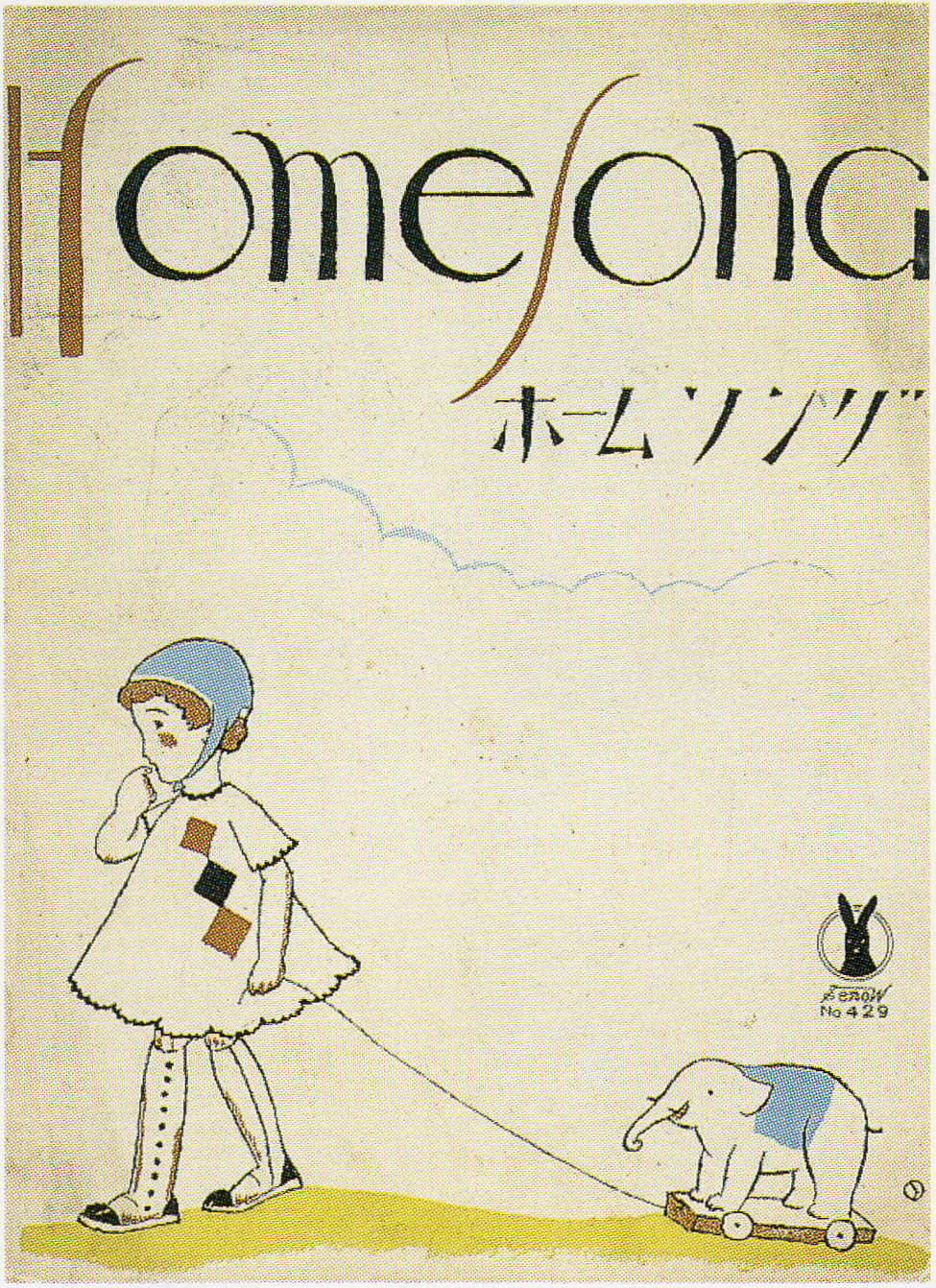
ホームソング (竹久夢二原画)
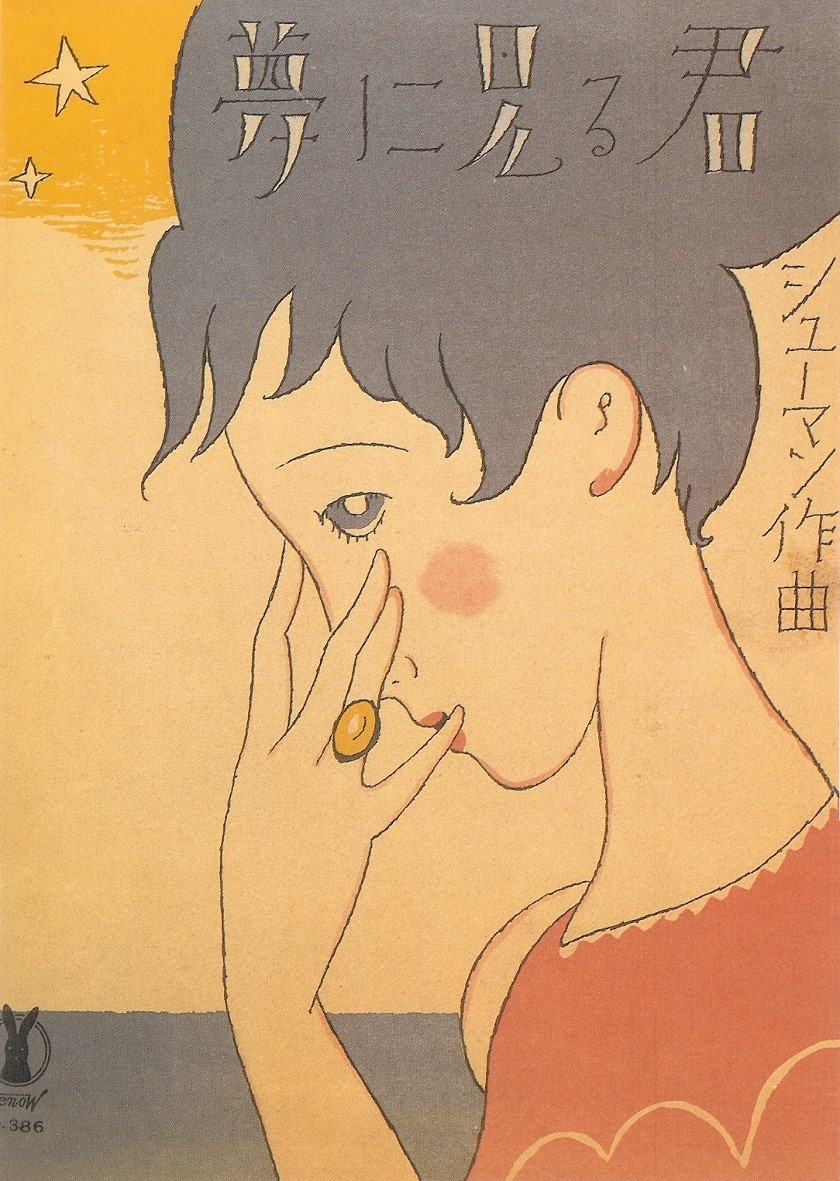
夢に見る君 (竹久夢二原画)
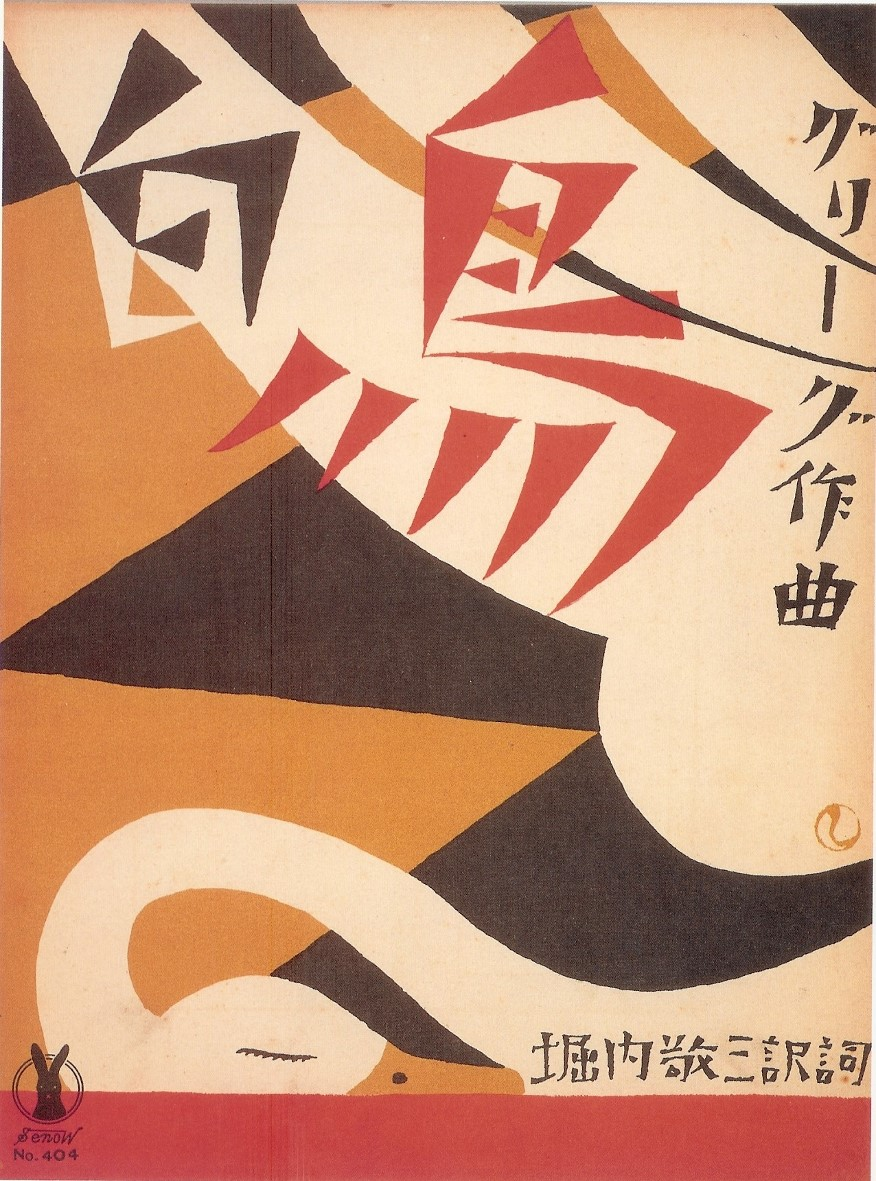
白鳥 (竹久夢二原画)